# Hexen (1954)
Hexen ist eine deutsche Filmkomödie der DEFA nach einem Drehbuch von Kurt Barthel in der Regie von Helmut Spieß aus dem Jahr 1954.

## Handlung
In Hunsdorf in Thüringen herrscht 1949 der Aberglaube. Neulehrerin Marianne Paul beschwert sich bei der Polizeistelle im nächsten Ort, dass Erwachsene wie Kinder gleichsam Furcht vor schwarzen Katzen und bösen Hexen haben. Auf ihre Beschwerde hin wird der junge Oberwachtmeister Werner Kühlemann nach Hunsdorf versetzt, um für Ordnung zu sorgen. Dass im Dorf seit geraumer Zeit Schweine verschwinden und der zuletzt bestohlene August Bast nicht wie sonst auf Raten des Bürgermeisters die Sau totsagen ließ, sondern eine Anzeige wegen Schweineschwundes zur Polizei schickte, weiß Werner nicht. Der Postbote und Bruder des Bürgermeisters, Pfundstüten-Enderlein, hat die Angewohnheit, sämtliche Briefe aus Hunsdorf über Dampf zu öffnen und nur die ihm genehmen auch weiterzuschicken. Man kommt ihm nicht auf die Schliche, da niemand sein Haus betritt. Seine Schwiegermutter wohnt bei ihm und ist im Alter wunderlich geworden. Im Dorf jedoch ist sie als Hexenguste so bekannt wie gefürchtet.
Bürgermeister Seidel-Großkopf hat keine Skrupel, die Hexenguste für seine Zwecke einzusetzen, um den Aberglauben im Dorf zu nähren. Das letzte Schwein zum Beispiel verschwand in Wirklichkeit nicht, weil das Haus von August und Milda Bast wie geglaubt vom bösen Blick heimgesucht wurde. Seidel-Großkopf, Schnapsbrenner Hinke-Seidel und andere haben das Schwein gestohlen, um es für ihre Zwecke zu verarbeiten. Da es jedoch eine spontane Aktion von Hinke-Seidel war, kann das Schwein nicht wie gewohnt abtransportiert werden. Es wird in der Gefängniszelle von Seidel-Großkopf zwischengelagert und mit Hochprozentigem ruhiggestellt.
Werner Kühlemann wird wenig begeistert empfangen. Vor allem Milda Bast ist verstimmt, da man Werner in ihrem Haus einquartiert. Sie hat seit kurzem eine Kammer frei, weil sich August Bast unter Protest in sein Straßenwärterhäuschen außerhalb des Dorfes zurückgezogen hat. Er kann den Aberglauben seiner Frau und der Frauen des Dorfes nicht mehr ertragen, der selbst vor der Quacksalberei an seiner schwerkranken Enkelin Barbara nicht zurückschreckt. Die müsste medizinisch behandelt werden und unter anderem Herztropfen nehmen, doch vertraut Milda lieber auf die merkwürdigen Behandlungsmethoden von Kurpfuscher Hilsenthaler Mann. Auch Werner kann kaum etwas ausrichten. Er versucht, Augusts Enkel Peter davon zu überzeugen, dass es keine Hexen gibt, muss jedoch ständig eine kleine schwarze Katze vor ihm und den Dorfbewohnern retten. Der Bürgermeister ist zudem eifrig bemüht, keine Informationen aus Hunsdorf nach außen dringen zu lassen. Als Werner wenigstens Barbara ins Krankenhaus einliefern lassen will, gibt Seidel-Großkopf vor, dass das Telefon gestört sei. Werner fährt selbst per Rad ins Krankenhaus, wo ihm jedoch der ärztliche Befund fehlt, um Barbaras Einweisung zu bewirken.
In der Zwischenzeit sind verschiedene Versuche, Augusts Sau aus dem Dorf zu transportieren, fehlgeschlagen. Als Barbara mal wieder vom Hilsenthaler Mann besucht wird, nimmt Werner ihn wegen Kurpfuscherei fest und lässt ihn einsperren. In der Zelle wird wiederum auch die Sau von ihrem letzten Alkoholrausch wach. Peter schaut heimlich in die Zelle und glaubt, der Hilsenthaler Mann habe sich in ein Schwein verwandelt. Er berichtet Werner davon. Seidel-Großkopf lässt die Sau heimlich laufen und auch der Hilsenthaler Mann kann fliehen. Werner findet die Sau unter Mithilfe der Kinder, während Marianne Paul den Kurpfuscher in Augusts Haus antrifft und wenig später inhaftieren lässt. Auf einer Gemeinderatssitzung will Seidel-Großkopf gerade den zu hartnäckig werdenden August für verrückt erklären und als Straßenwärter absetzen lassen, als Werner die Sau in den Sitzungsraum treibt. Seidel-Großkopf und seine Kumpane fliehen, werden jedoch kurz darauf von Werner festgenommen. Im Haus des Bürgermeisters und Postangestellten finden sich Würste, Schweinefelle, schwarz gebrannter Schnaps sowie nicht abgeschickte Briefe der letzten 30 Jahre. Der Fall ist gelöst. Milda und Peter sowie die restlichen Dorfbewohner werden von ihrem Aberglauben weitgehend geheilt und auch Barbara geht es nun zunehmend besser.

## Produktion
Der Film entstand im Studio Babelsberg, die Außenaufnahmen stammen aus Schwarzwald, einem Ortsteil von Luisenthal. Die Bauten schufen Karl Schneider und Alfred Schulz, die Produktionsleitung übernahm Richard Brandt. Die Kostüme kreierte Dorit Gründel.
Hexen war das Regiedebüt von Helmut Spieß, der 1953 für den ursprünglich vorgesehenen Wolfgang Schleif als Regisseur einsprang. Schleif lebte in West-Berlin, erhielt jedoch sein Gehalt in Mark der DDR. Damit wiederum durfte nur er in der DDR einkaufen. Auch während seiner langen Abwesenheit bei Dreharbeiten war es seiner Frau verboten, Waren in der DDR zu erwerben, da die Behörden ihr eine Einkaufsbescheinigung verweigerten. Schleif sah sich genötigt, die Regie am Film Hexen niederzulegen, der ihn zu Dreharbeiten unter anderem in den Thüringer Wald und damit weit entfernt von seiner Familie gezwungen hätte. Er bat stattdessen um die Regie bei einem Film, der in Berlin gedreht werden konnte. Als er von der DEFA keine Arbeit mehr erhielt, ging er endgültig in die Bundesrepublik. DEFA-Produzent Hans Rodenberg vermutete in einem den Sachverhalt erklärenden Brief an das Staatliche Komitee, dass sich Schleif vor dem als zeitgenössisch bezeichneten Film Hexen habe drücken wollen, „um sich die Arbeitsmöglichkeiten im Westen nicht zu verbauen“. Unter Spieß’ Regie wurde der Film wiederum teilweise umgeschrieben und die vorher dominante Rolle der SED komplett entfernt.
Die Darsteller sprechen im Film Thüringer Sächsisch, das der Kritik nach „den höchsten Ansprüchen in dieser Beziehung genügt“. Hexen erlebte am 3. September 1954 im Berliner Kino Babylon seine Premiere und kam am gleichen Tag in die Kinos der DDR. Am 8. Oktober 1954 lief der Film erstmals auf DFF 1 im Fernsehen der DDR.

## Kritik
Die zeitgenössische Kritik nannte den Film einen Treffer, so seien die Dorfcharaktere „in ihrer prinzipienfesten Charakterlosigkeit glänzend echt […], echt auch in ihrer komödiantischen Zuspitzung.“
Für den film-dienst war Hexen eine „inszenatorisch holprige, aber dennoch unterhaltsame und situationskomische Filmkomödie, die mit eigenwilliger Dialektfärbung aufwartet.“